# Pětipeští z Chýš a Egerberka
Pětipeští z Chýš a Egerberka jsou stará česká vladycká rodina, která pocházela ze tří míst v severních Čechách.

## Historie
Za předka rodu je obvykle považován Odolen ze Střížovic, který se roku 1158 účastnil obléhání Milána pod vedením knížete Vladislava II. Snad on mohl být zakladatelem rodiny Odolenoviců z Chýš, jejichž možný předek Stibor je zmiňován roku 1192. Tomáš Velímský se však domnívá, že Pětipeští pocházeli z mocného šlechtického rozrodu Hrabišiců. Soudí, že levoboček Boreše I. Hrabišice Odolen Hrabišic měl syna Bohuslava Hrabišice, jehož synem byl Odolen z Chyše. Toho Velímský považuje za zakladatele rodu pánů z Chýš a Egerberka. August Sedláček Odolena z Chyše, který žil v období 1254–1292, dokonce označil za zakladatele hradu Egerberka, ale písemné doklady o tom jsou sporné.
Jméno Odolen bylo v rodu často užíváno, dědilo se z generace na generaci. Jeden Odolen se stal litoměřickým děkanem, další prodal Běleč, jiný působil jako hejtman slánského kraje a za stavovského povstání vykonával funkci vojenského komisaře, roku 1623 ztratil veškerý majetek. Mnoho příslušníků rodu sloužilo v armádě, Václav či Albrecht válčili v Uhrách. Přes starobylost rodiny zůstali pouhými vladyky, ani nenabyli velkého jmění.
Prvním spolehlivě známým majitelem Egerberka byl až Vilém z Chýš, který se roku 1317 psal z Chýš a na Egerberku. V roce 1322 se po hradu psal také jeho mladší bratr Fricek (Bedřich), který roku 1332 získal od krále Jana Lucemburského do zástavy Pětipsy, kde založil tvrz, jejíž zdivo se dosud částečně zachovalo ve zdech zříceniny zámku. Později Fricek doprovázel Jana Lucemburského do bitvy u Kresčaku, ve které také zahynul. Na počest jeho statečnosti nechal Karel IV. vystavit erb Pětipeských u králova hrobu. Vilémovi synové, Vilém starší a Vilém mladší, založili před rokem 1342 městečko Vilémov. V období 1346 až 1349 byl Vilém královským purkrabím kadaňského hradu a zároveň správcem Žateckého kraje. Kolem roku 1350 prodal Vilém mladší Egerberk pánům ze Šumburka a poté egerberská větev rodu z dějin mizí.
Frickovi potomci však dále drželi pětipeské panství, které roku 1360 rozšířili o vesnice Drahonice, Nechranice, Vikletice a Břežany. Jan Pětipeský byl do roku 1408 komturem chomutovské komendy řádu německých rytířů. Jeho bratr Mikuláš zastával v období 1409–1413 funkci zemského písaře a stal se majitelem hradu v Mladé Vožici.
Roku 1500 prodali bratři Jan, Zbyněk, Václav a Jindřich z Chýš a Egerberka pětipeské panství rodu Fictumů. Brzy je získali zpět, ale už roku 1504 je znovu prodali Václavu Hasištejnskému z Lobkovic. Václav Pětipeský z Chýš získal v první čtvrtině 16. století Krásný Dvůr, kde zahájil stavbu tvrze. Za účast v odboji českých stavů v roce 1547 jako jeden ze dvou zástupců rytířského stavu popraven.
V letech 1560–1614 drželi Pětipeští tvrz v Libochovičkách. 
Václav Šťastný Pětipeský, člen Jednoty bratrské, díky svým úřednickým zkušenostem patřil během stavovského povstání v letech 1618 až 1620 mezi direktory. Jeho vícekrát podaná demise nebyla nikdy přijata a za svou účast byl v roce 1620 odsouzen k smrti, ale trest mu byl později změněn na doživotní žalář a ztrátu veškerého majetku. Dva roky strávil ve vězení na hradě Zbiroh. Poté byl propuštěn a žil z věna své manželky Johanky Myškové ze Žlunic. Opět získal císařovu důvěru, stal se královským radou a místopísařem a zemřel roku 1637 v úřadu místokomorníka.
Porážka na Bílé hoře i třicetiletá válka rod těžce zasáhly a jeho poslední mužský potomek, Adam Šťastný, zemřel v roce 1661.

## Erb
Ve stříbrném štítu se nachází modrý vlnitý pruh, který pravděpodobně symbolizuje řeku. Se znakem rodu se pojí pověst spojená s dobýváním Milána armádou Vladislava II. v roce 1158. Známý kronikář Bartoloměj Paprocký z Hlohol vypráví příběh o Odolenu ze Střížovic, který se při hledání brodu přes řeku Addu vrhl se spolubojovníky do vody a podařilo se mu ji překročit. Vojsko jej následovalo a město bylo dobyto.

## Příbuzenstvo
Spojili se s Lobkovici, Kolovraty, pány z Adlaru či z Klinštejna.

## Galerie

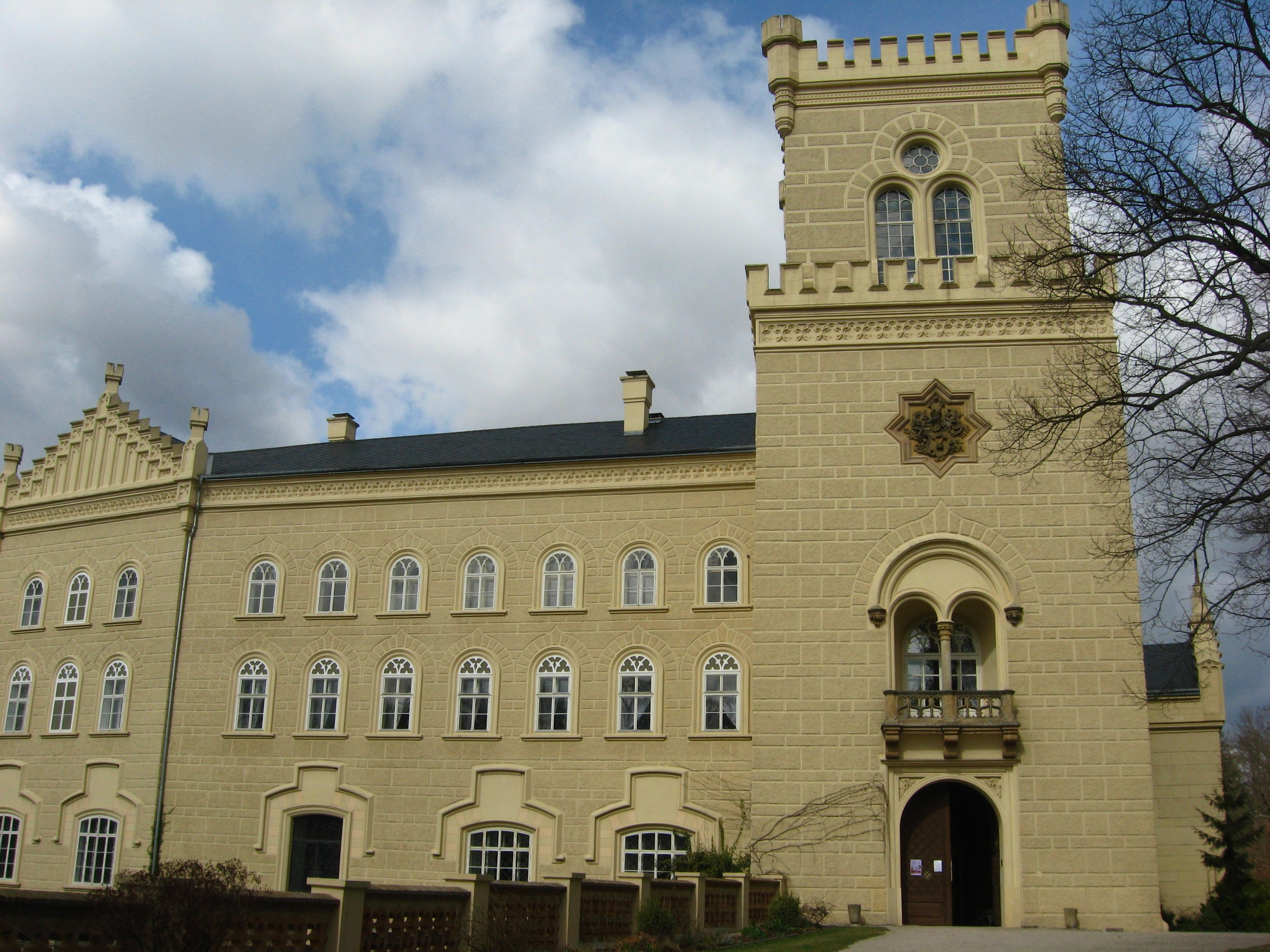
Zámek Chyše
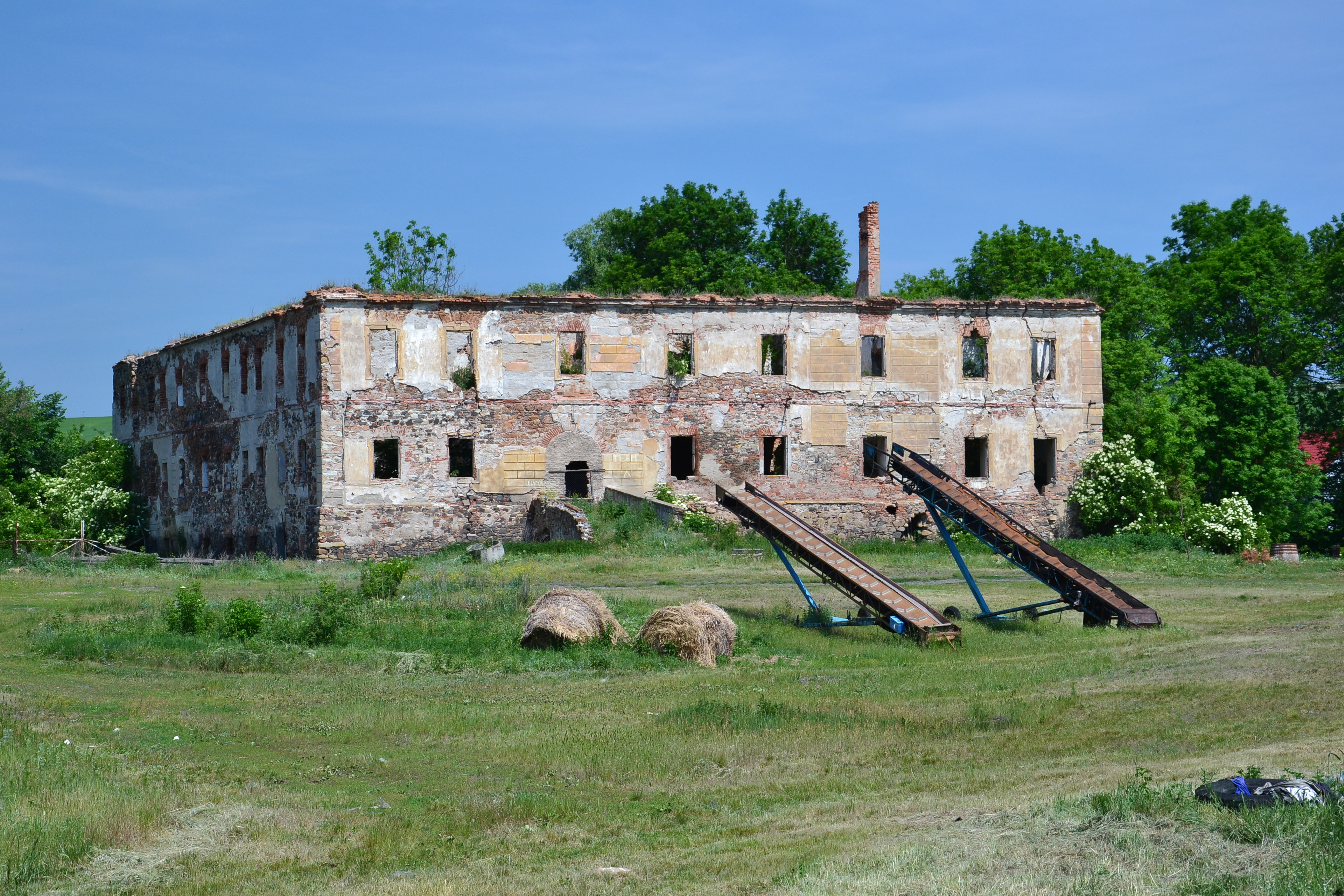
Zřícenina pětipeského zámku
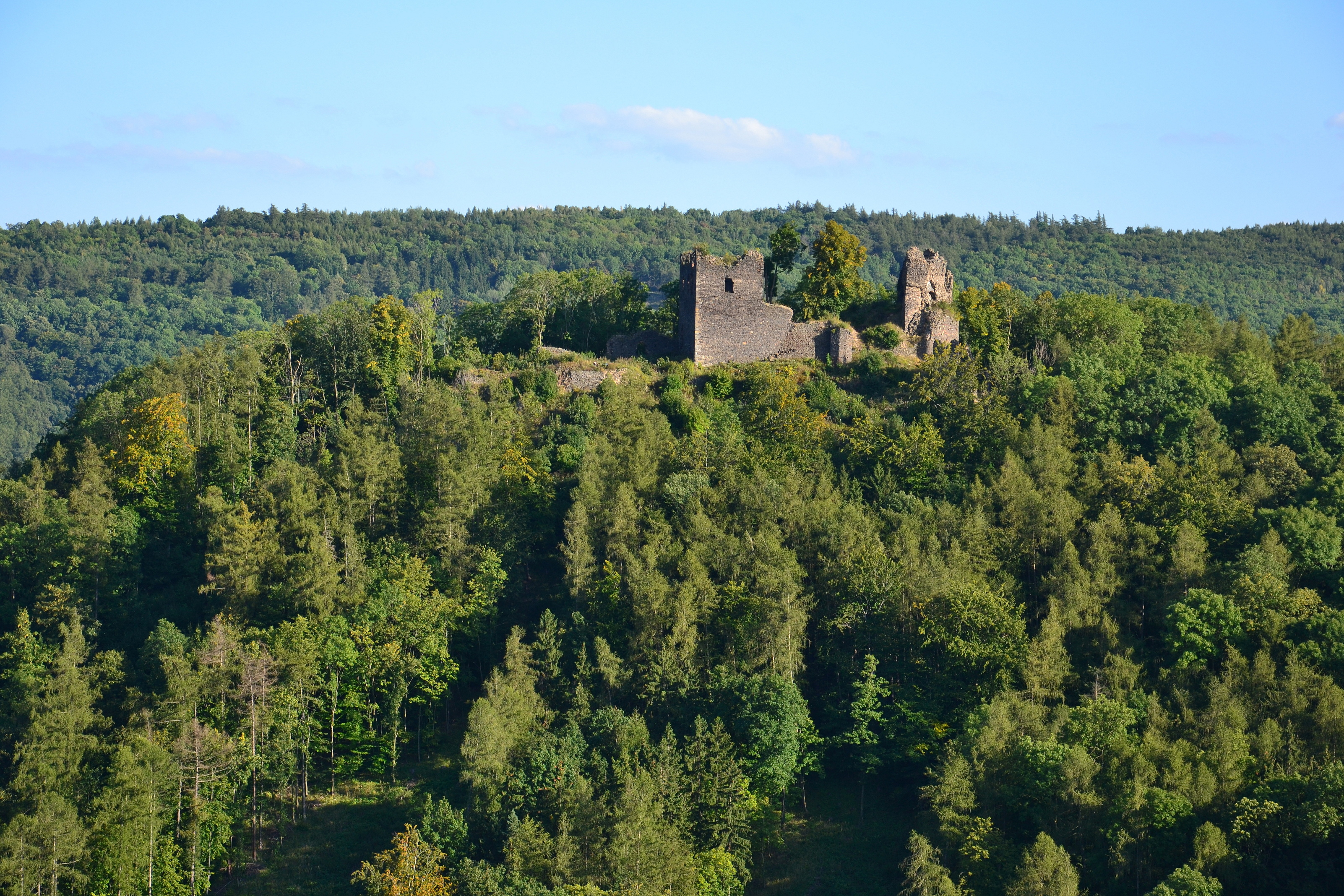
Zřícenina hradu Egerberk
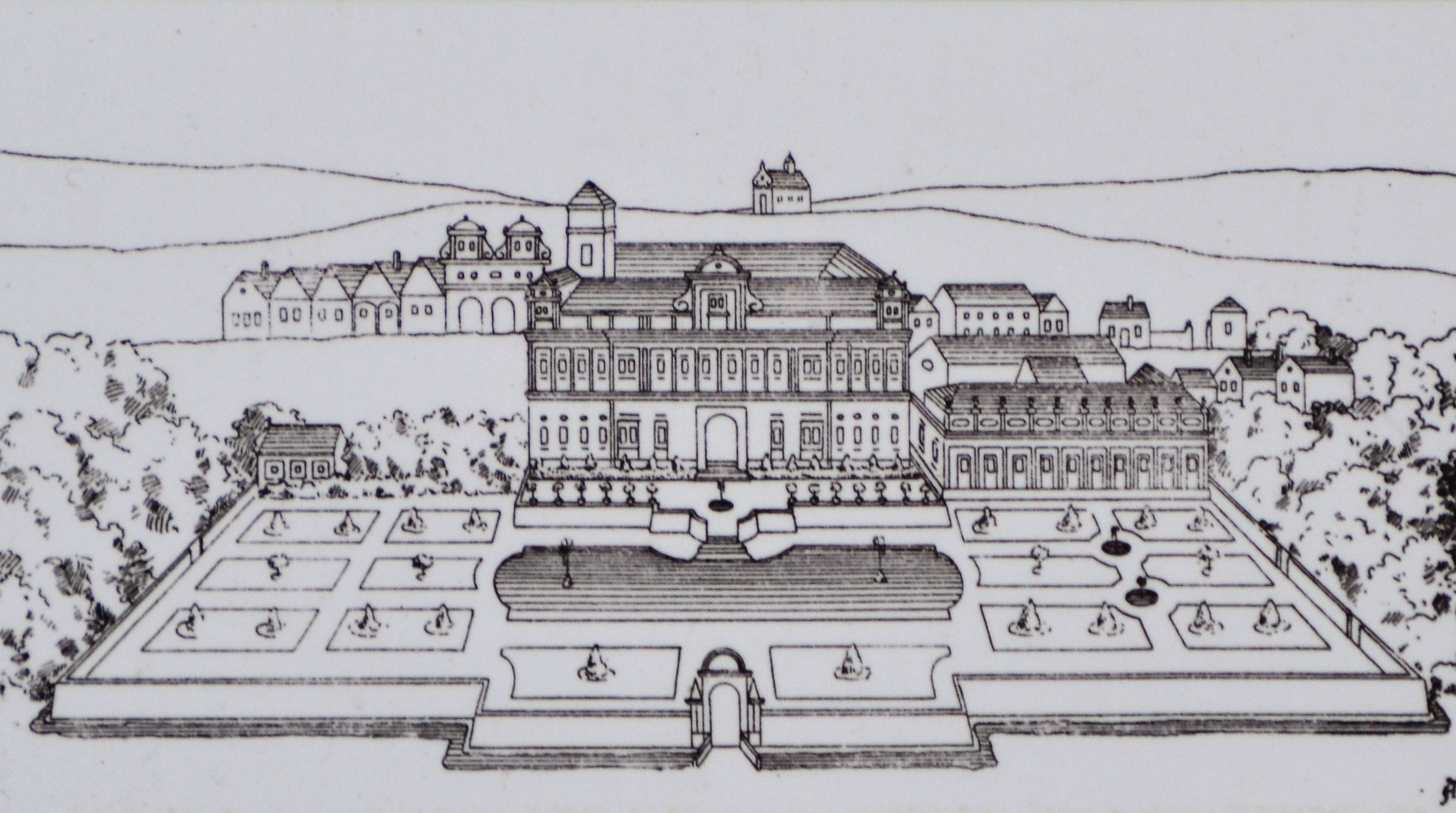
Zámek v Byšicích, který sloužil jako sídlo byšické větve Pětipeských
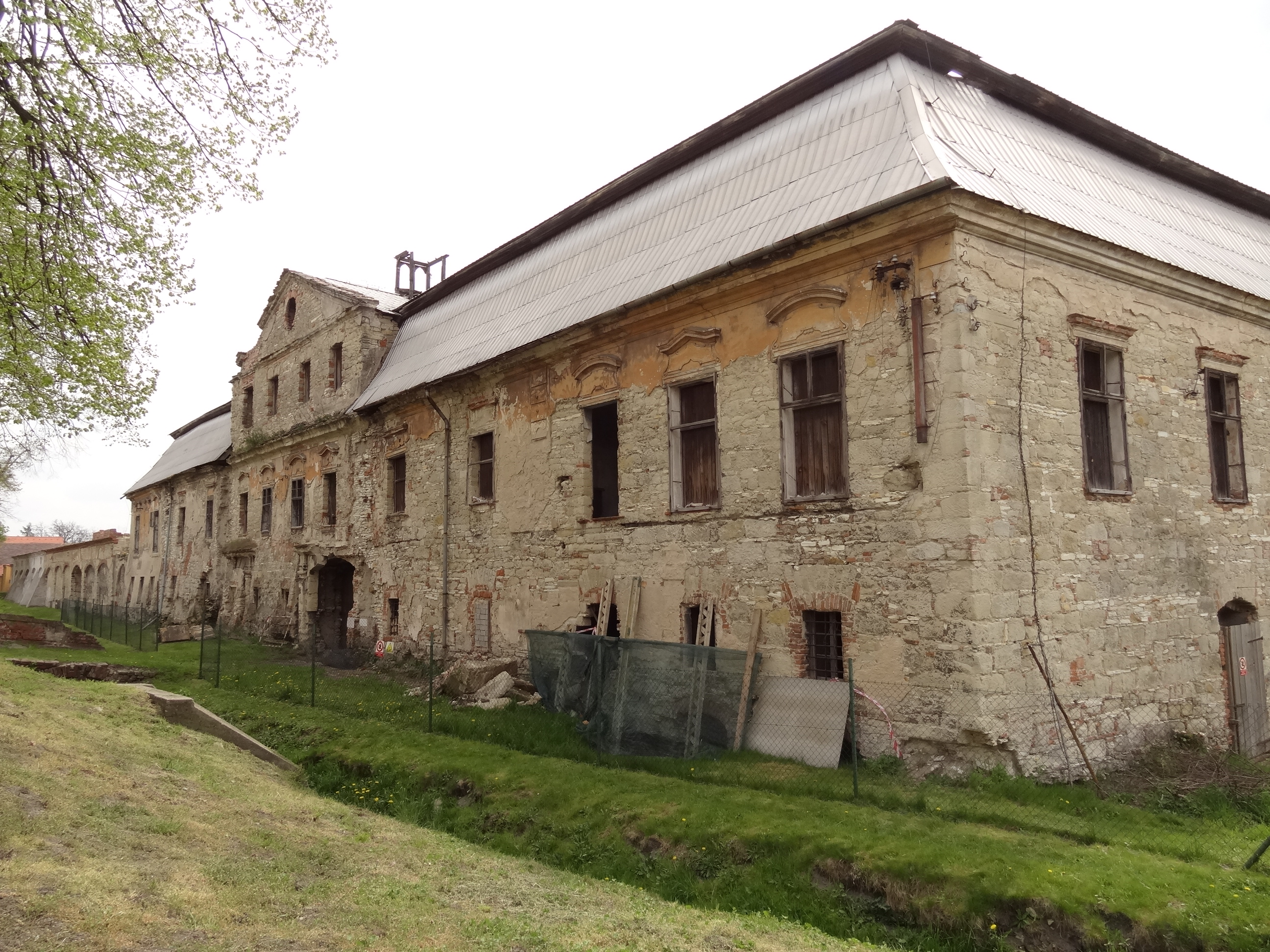
Současná podoba byšického zámku po barokní přestavbě
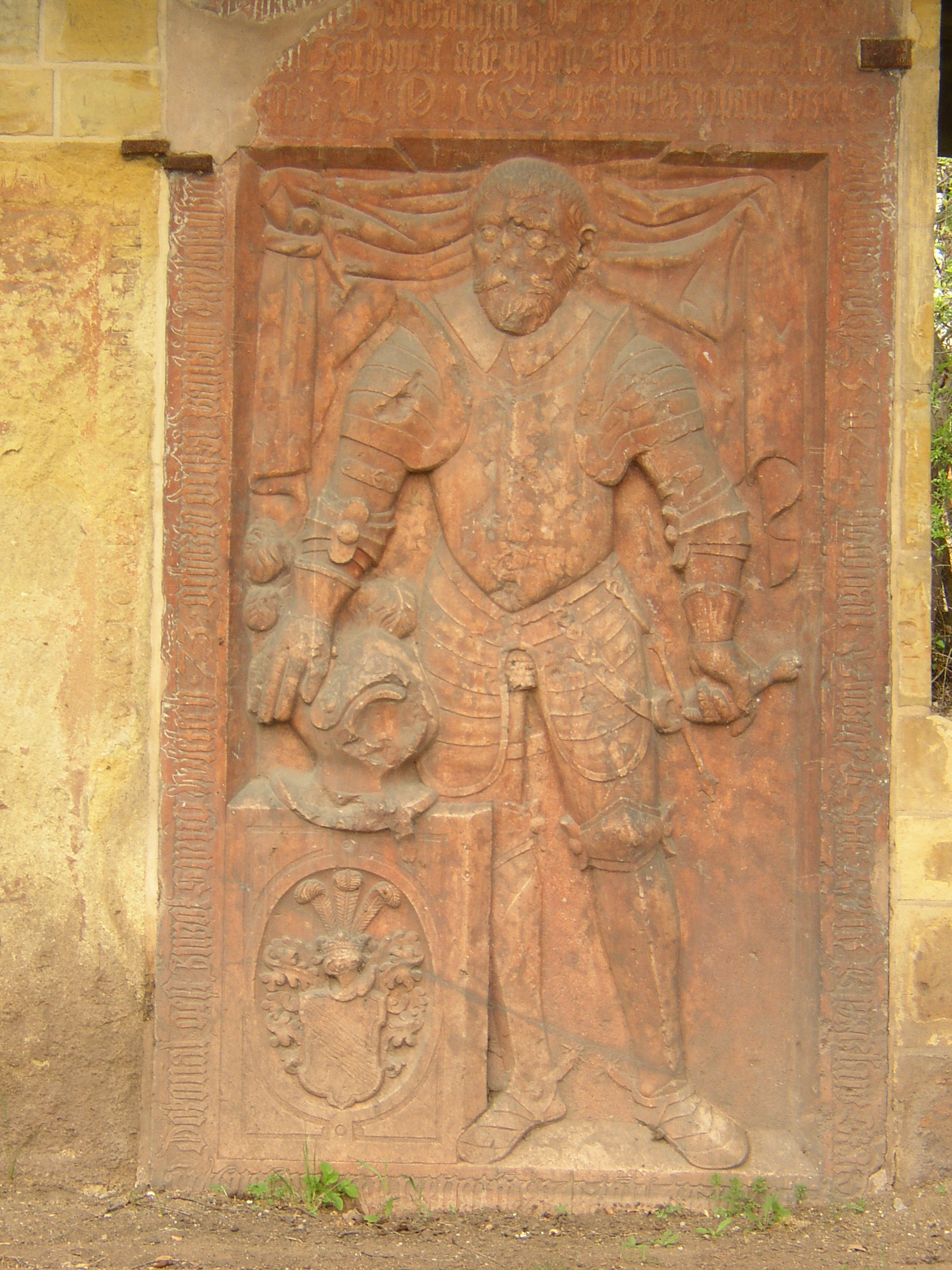
Náhrobní kámen na zvonici v Neprobylicích
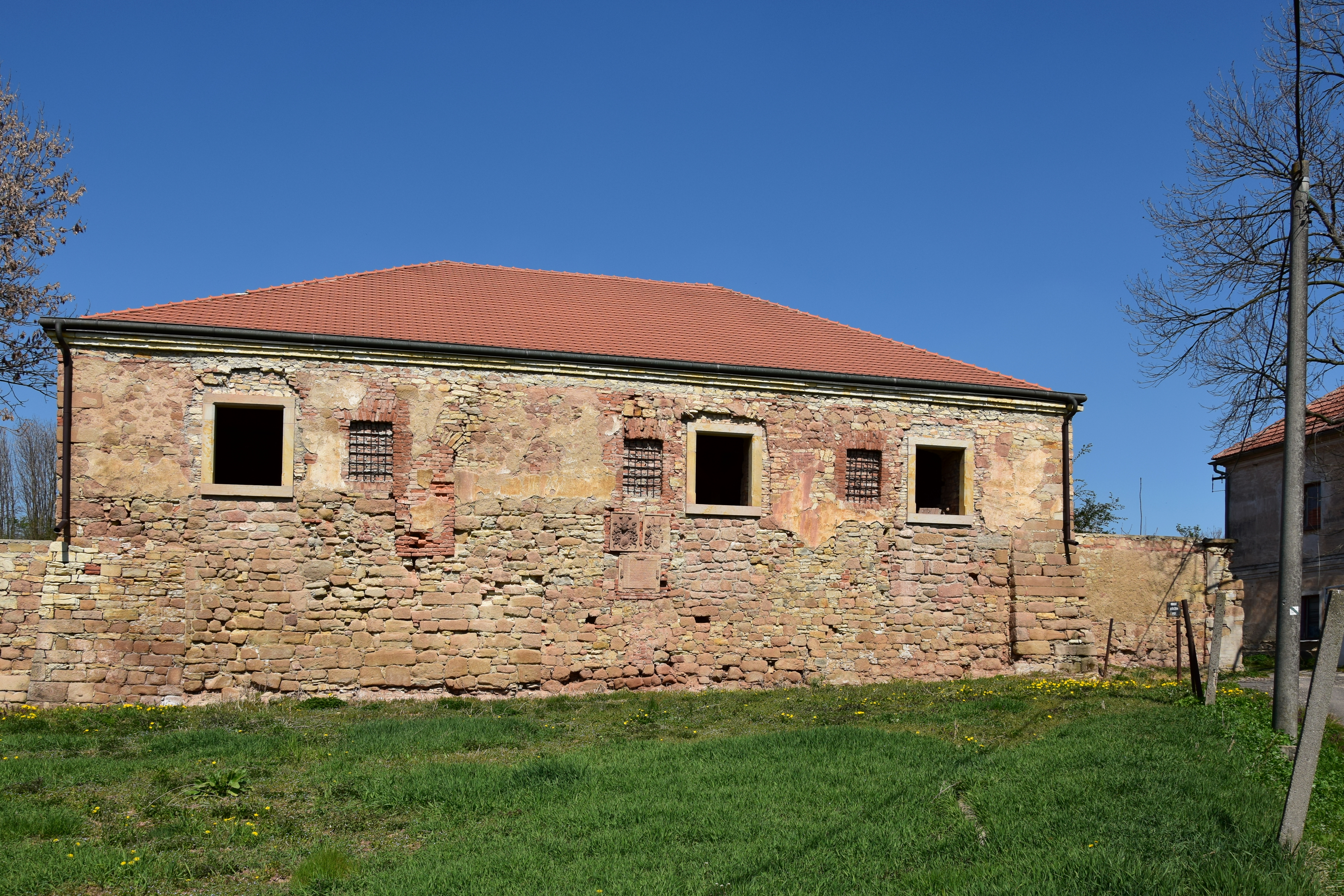
Tvrz Hrádek v Neprobylicích, jedno ze sídel blahotické větve Pětipeských
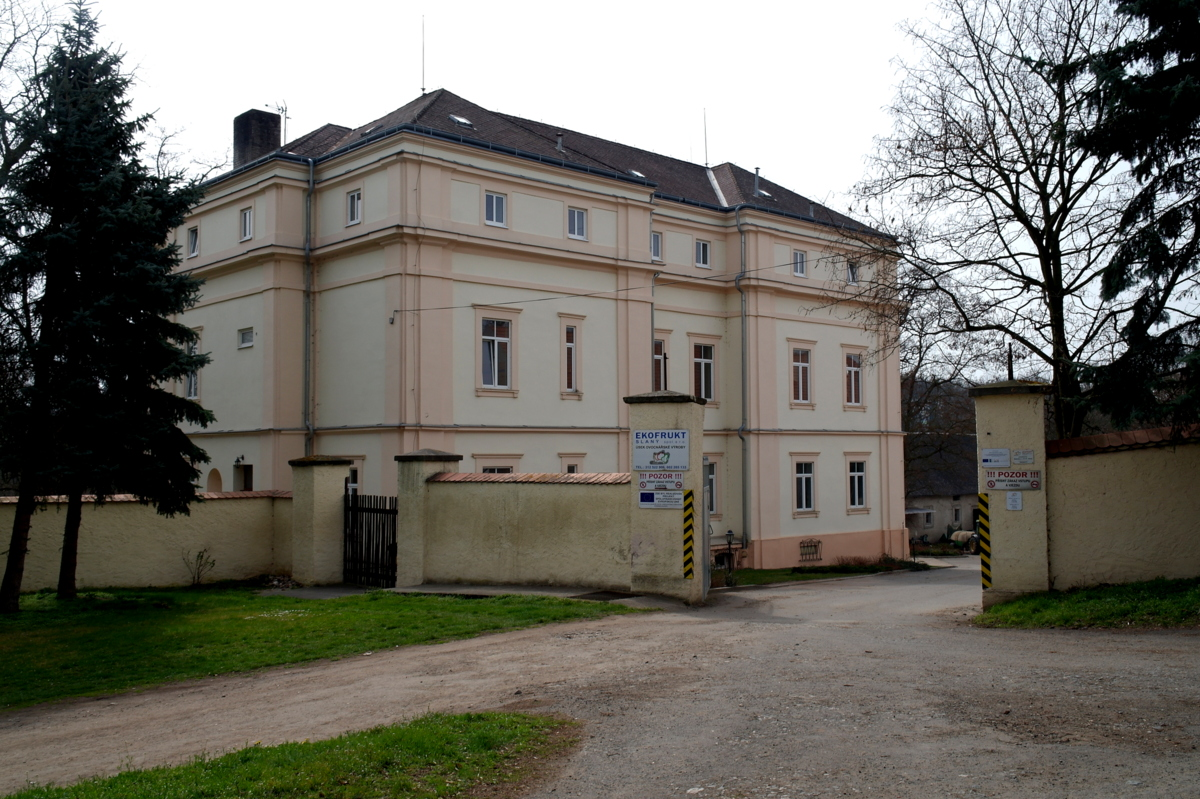
Zámek Blahotice přestavěný z tvrze, která byla sídlem blahotické větve